# Eurytoma lata
Eurytoma lata är en stekelart som beskrevs av Bugbee 1945. Eurytoma lata ingår i släktet Eurytoma och familjen kragglanssteklar. Inga underarter finns listade i Catalogue of Life.